# Villaverde de Rioja
Villaverde de Rioja és un municipi de la Rioja, a la regió de la Rioja Alta.

## Història
Després de la desaparició dels senyorius, en 1811, es va convertir en vila de la província de Burgos, fins a la creació de la província de Logronyo el 30 de novembre de 1833.